# プレネール
プレネール（Pleinair）は、日本一ソフトウェアのゲーム作品に登場する架空の人物である。

## 概要
プレネールは小柄な女性で、青い髪を赤いリボンでとめ、白い服を着、白い靴下を履き、しばしば眼鏡をかけている姿で描かれる（外部作品での登場時はかけていない）。ぬいぐるみのうさぎさん、鮫さんと一緒に登場することが多い。一般的なモチーフとして、うさぎさんの絵は、プレネールか鮫さんに食われた、もしくは食われた後の状態でよく見かけられる。
原田たけひとの公式サイト「原田屋」では、沢山のプレネールの絵を見ることができる。また、サイトのお絵かき掲示板では、多くのファンによって描かれたプレネールを含む原田がデザインしたキャラクターの絵を見ることができる。他のイラストレーターの同人誌や版権ものの絵でもプレネールはよく見られる。何種類か、プレネールのフィギュアがファンによって作られている。2003年の冬のコミックマーケットにおいて、コンピレーション作品『プレネールハンドブック』（36p、オールカラー）が原田の手によって作られ、沢山のゲストがそれに寄稿した。
フルネームは「プレネール＝アラプリマ（Pleinair Allaprima）」。「広いところでのびのびと筆を走らせる」と言う意味を込めて原田たけひとが命名した。

## 登場作品
『魔界戦記ディスガイア』
城の暗黒議会の受付係として初登場する。また、DS版ではプレイヤーキャラクターとして使用できる。
『ファントム・ブレイブ』
「富みと自由の島」のデモイベントの背景に何度か登場する。また、うさぎさんがカスティルの寝室にぬいぐるみとして登場している。
『魔界戦記ディスガイア2』
章の終わりのニュース番組のアナウンサーとしてうさぎさんと鮫さんと共に登場する。しかし、プレネールは全くしゃべらない。漫画版では比較的よくしゃべる。PSP版では2009年5月よりPlayStation Storeでダウンロードすることによってプレイヤーキャラクターとして使用できるようになった。
『魔界戦記ディスガイア3』
魔立邪悪学園の事務員として登場。2008年12月のダウンロードコンテンツで、一定条件を満たすとプレイヤーキャラクターとして使用可能になる。
『ぱにぽにだっしゅ!』
第5話のAパートプレネールとうさぎさん、またはそれに瓜二つのものが登場している。第22話にも登場している。
『看板娘はさしおさえ』
第3巻23頁にひな人形仕様で登場している。
『まいにちいっしょ』
「トロ・ステーション」に何度かゲストとして登場。
『リトルビッグプラネット』
原田がクリエイトしたステージに登場。
『プリニー 〜オレが主人公でイイんスか?〜』
残機を使い果たしてゲームオーバーになると見られるバッドエンディングの『アクションch』のニュースキャスターとしてうさぎさんと共に登場。プレネールは全く喋らずうさぎさんがニュースを喋っている。しかも、テレビを見ているエトナに音量を0にまで下げられ、音声が聞こえない。
『プリニー2 〜特攻遊戯! 暁のパンツ大作戦ッス!!〜』
前作と同様に、残機を使い果たしてゲームオーバーになると見られるバッドエンディングの『アクションch』のニュースキャスターとしてうさぎさんと共に登場。
『魔界戦記ディスガイア4』
ダウンロードコンテンツのプレイヤーキャラクターとして登場。
『魔界戦記ディスガイア５』
全てのダウンロードコンテンツをダウンロードすることで登場。
『魔界戦記ディスガイアRPG』
プレイヤーキャラ「プレネールさん」として登場。累積ログイン日数で誰でも入手できる。